# Bourbon (Misuri)
Bourbon es una ciudad ubicada en el condado de Crawford en el estado estadounidense de Misuri. En el Censo de 2010 tenía una población de 1632 habitantes y una densidad poblacional de 471,29 personas por km².

## Geografía
Bourbon se encuentra ubicada en las coordenadas 38°9′2″N 91°14′57″O / 38.15056, -91.24917. Según la Oficina del Censo de los Estados Unidos, Bourbon tiene una superficie total de 3.46 km², de la cual 3.46 km² corresponden a tierra firme y (0%) 0 km² es agua.

## Demografía
Según el censo de 2010, había 1632 personas residiendo en Bourbon. La densidad de población era de 471,29 hab./km². De los 1632 habitantes, Bourbon estaba compuesto por el 98.71% blancos, el 0.12% eran afroamericanos, el 0.25% eran amerindios, el 0.37% eran asiáticos, el 0% eran isleños del Pacífico, el 0.06% eran de otras razas y el 0.49% pertenecían a dos o más razas. Del total de la población el 0.98% eran hispanos o latinos de cualquier raza.